# RTL Crime
RTL Crime is een digitale televisiezender van RTL Nederland. De zender bestaat sinds 1 september 2011. De zender RTL Crime is vooral bedoeld voor de detective- en misdaadkijkers van alle leeftijden vanaf 16 jaar. In Duitsland bestaat een gelijknamig kanaal sinds 27 november 2006. De zender lijkt op MisdaadNet dat per 1 september 2011 gestopt is met uitzenden.
RTL Crime is officieel, net als de rest van de Nederlandse RTL-familie, een Luxemburgse zender die zich niet aan de Nederlandse mediawet hoeft te houden. Aangezien Luxemburg geen echte toezichthouder kent, wordt op de zender ook geen toezicht gehouden.
In Duitsland bestaat ook een zender met de naam RTL Crime die onderdeel is van RTL Deutschland. RTL Deutschland is net als RTL Nederland onderdeel van RTL Group.

## Geschiedenis
RTL Crime zendt sinds het begin series en documentaires uit die te maken hebben met misdaad, zoals onder andere de oude serie Baantjer, Bones,  Crime Scene Investigation, CSI: Miami, CSI: NY, Blauw blauw, Prison Break, Van Speijk, en de Amerikaanse hitserie 24. Tegenwoordig worden er ook series van de Nederlandse Publieke Omroep uitgezonden op RTL Crime.

## Beeldmerk

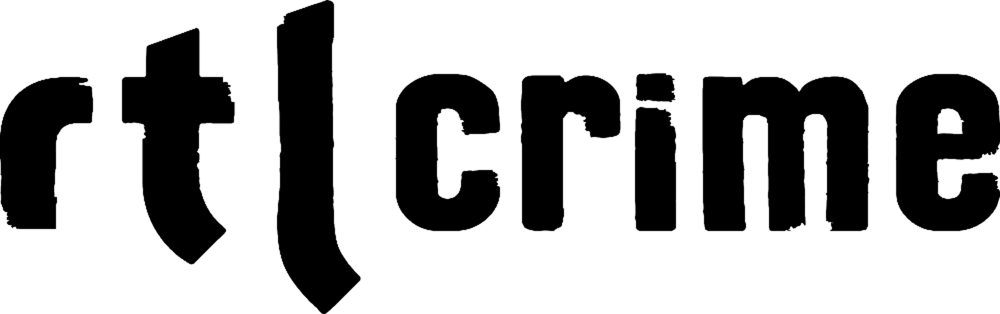
Van 1 september 2011 t/m 31 augustus 2016
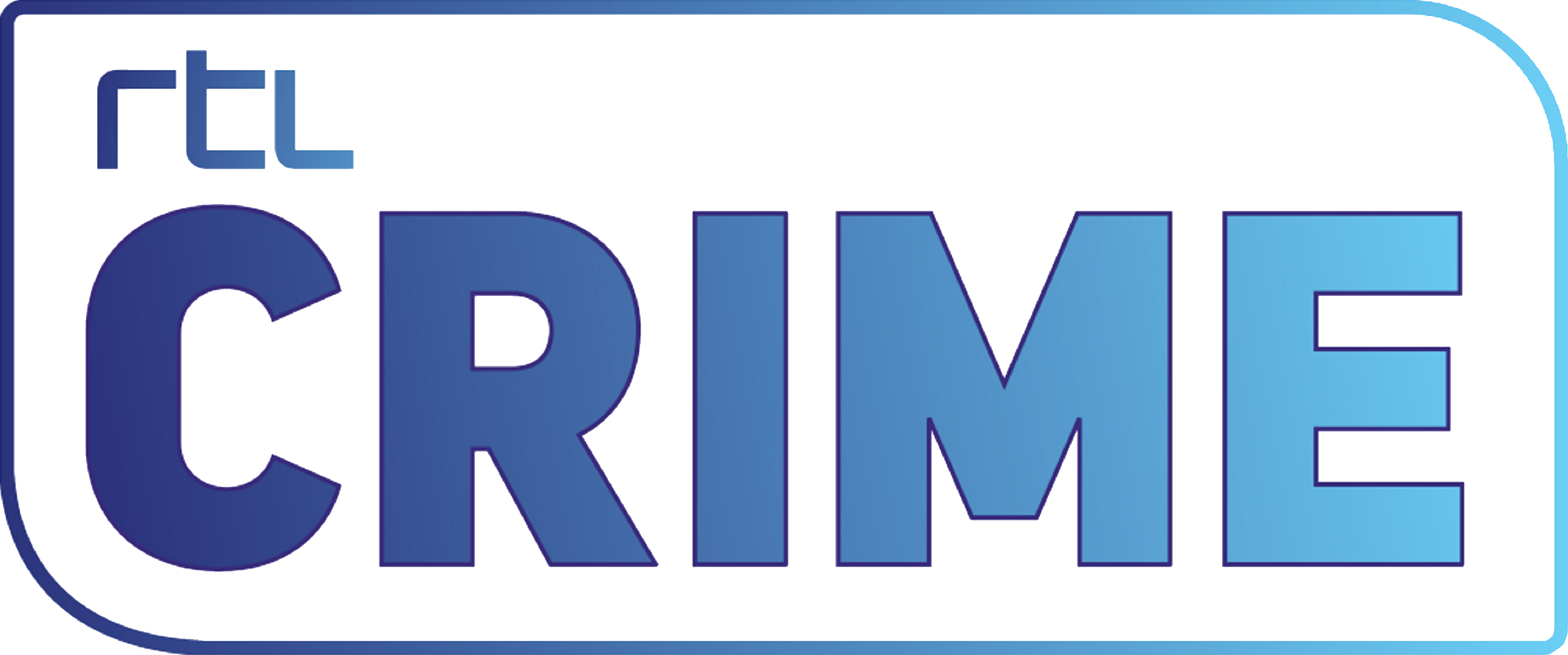
Van 1 september 2016 t/m 30 april 2023
Vanaf 1 mei 2023